# Гришутина-Ломонос, Мария Семёновна
Гришу́тина-Ломонос Мария Семёновна (1925—1993) — передовик производства, забойщица шахты № 19/20 треста «Калининуголь» (г. Горловка, Донецкая область). Почётная гражданка города Горловка.

## Биография
Родилась в 1925 году. Член КПСС с 1946 года.
После освобождения в 1943 году Донбасса от фашистов Мария Гришутина поступила работать на шахту № 19/20. Обучившись профессии забойщика выполняла по 3—6 норм за смену. Организовала женскую комсомольско-молодёжную бригаду забойщиков, систематически перевыполнявшую производственные задания и неоднократно награждавшуюся Переходящими Красными Знамёнами ГКО и ЦК ВЛКСМ.
11 декабря 1943 года, после проведения в Горловке слета женщин-горнячек, Мария Гришутина обратилась к женщинам и девушкам Донбасса с призывом овладеть шахтерскими профессиями и заменить в шахтах ушедших на фронт братьев и мужей. По призыву «Девушки, в забой!» в одной только Горловке были созданы 20 чисто женских бригад забойщиц, которые соревновались между собой. К середине 1944 года на шахтах Донбасса женщины составляли 42% общего числа рабочих и 30% от числа забойщиков.
Мария Гришутина практически повторила рекорд Алексея Стаханова. Зимой 1944 года она установила рекорд: за смену нарубила 40,6 тонны угля — это примерно 11,5 мужских норм (сам Стаханов давал 12). Но знаменитый горняк работал отбойным молотком, и за его спиной было трое крепильщиков, а Мария — кайлом, крепить выработки девушке помогал лишь отец-инвалид Семен Гришутин.
За три года бригада Гришутиной дала стране 55 эшелонов угля. После Победы бригаде Марии Гришутиной вручили на вечное хранение Красное знамя ГКО и ВЦСПС.
Впоследствии Мария Гришутина окончила техникум, где встретила своего будущего мужа, стала начальницей добычного участка. Неоднократно избиралась депутатом Горловского горсовета. С 1956 года Мария Семеновна в забой больше не спускалась. В 1970 году Мария Семёновна вышла на пенсию в должности горного диспетчера шахты «Горловская-Глубокая» .
Умерла в 1993 году.

## Награды и звания
- дважды Орден «Знак Почёта»;
- Медаль «За доблестный труд в Великой Отечественной войне 1941—1945 гг.»;
- Медаль «За восстановление угольных шахт Донбасса»;
- Знак «Шахтёрская слава» III степени;
- Знак «Отличник социалистического соревнования Министерства угольной промышленности СССР»;
- Заслуженный шахтёр Украины;
- Почётный гражданин города Горловка.